# Vodní nádrž Söse
Vodní nádrž Söse (německy: Sösetalsperre) se nalézá ve spolkové zemi Dolní Sasko v pohoří Harz nedaleko města Osterode. Byla první přehradou postavená v Harzu mezi lety 1928–1931 a je spravována společností Harzwasserwerke. Byla postavena coby protipovodňová ochrana, hydroelektrárna, zásobárna pitné vody a zařízení pro zvyšování hladiny vody během suchých období. Výstavba stála 14,7 miliónu říšských marek. Roku 1933 začala stavba potrubí vedoucího vodu až do Brém. Přehrada zásobuje vodou především města Hildesheim a Hannover a vesnice v jejich okolí.

## Hlavní hráz
Přehradní hráz je sypaná s betonovým jádrem. Na jižní straně hráze se nalézá přepad k hydroelektrárně, která má instalovaný výkon 1,44 MW.

## Spodní hráz
Pod přehradou se nalézá ještě pomocná hráz, která má za úkol vyrovnat průtok při vypouštění vody z hlavní přehrady. Je 200 m dlouhá 20 m hluboká a má objem 0,75 miliónu m³ vody. Hráz přehrady je vysoká 10 metrů.

## Rekreace
U hráze je zakázán provoz motorových člunů apod. Kolem přehrady vede 9 kilometrů dlouhá turistická trasa. Původně byla na přehradní hrázi také restaurace, ale dnes je již zavřena.

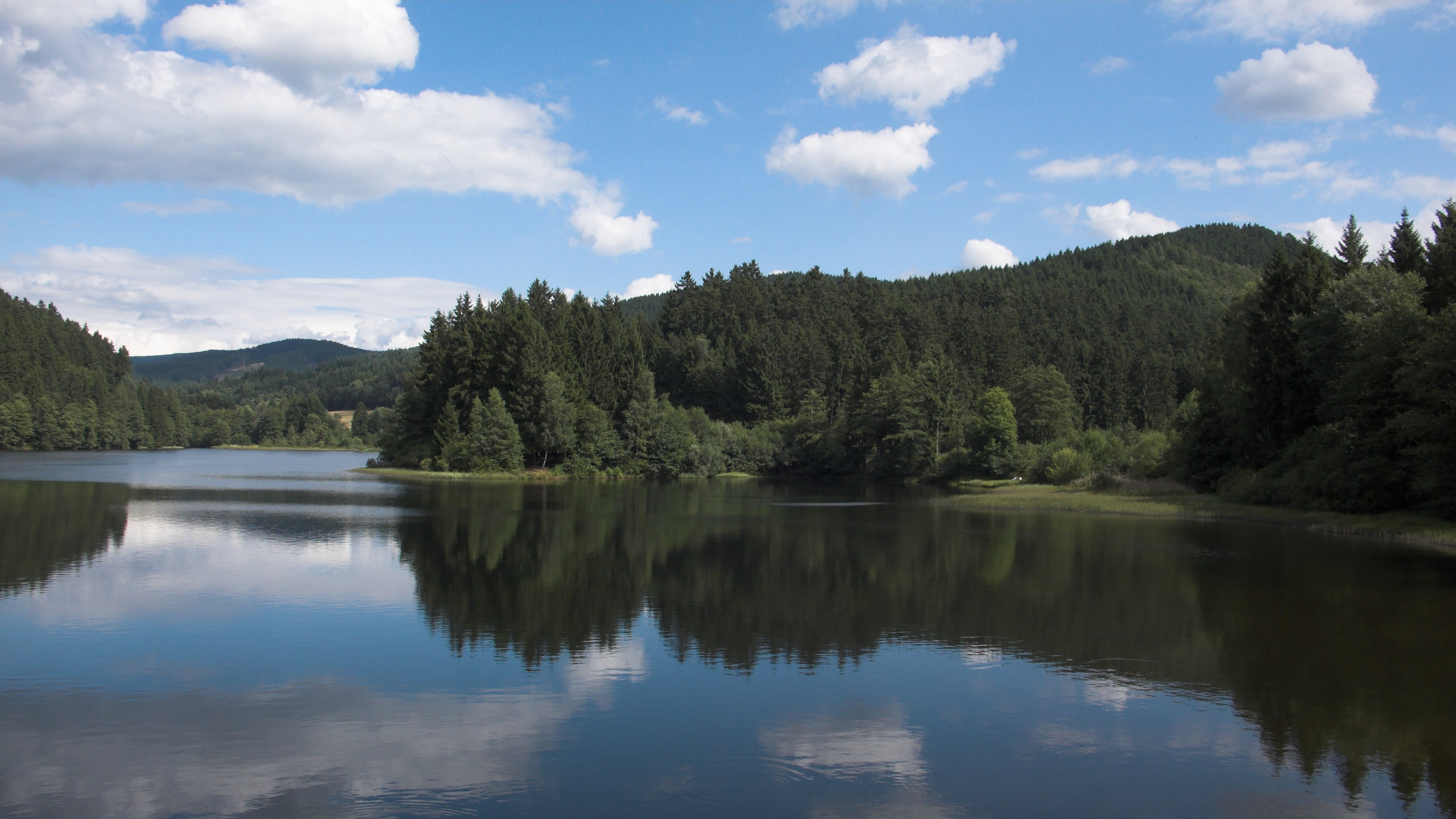
Jezero vyrovnávací hráze